# Cenes de la Vega (kommunhuvudort)
Cenes de la Vega är en kommunhuvudort i Spanien. Den ligger i provinsen Provincia de Granada och regionen Andalusien, i den södra delen av landet, 400 km söder om huvudstaden Madrid. Cenes de la Vega ligger 751 meter över havet och antalet invånare är 6 295.
Terrängen runt Cenes de la Vega är varierad. Runt Cenes de la Vega är det glesbefolkat, med 12 invånare per kvadratkilometer. Närmaste större samhälle är Granada, 7,0 km väster om Cenes de la Vega. 